# Kongelige paladser i Abomey
Abomey er en by i Benin, Vestafrika, med ca 65.000 indbyggere. Byen var hovedstad i det tidligere kongedømme Dahomey, som blev etableret ca. 1625 og ophørte da det i 1894 blev indlemmet i Fransk Vestafrika. Kongepaladserne i Abomey, som nu er et verdensarvssted er en gruppe bygninger af jord og lejre, bygget af Fon-folket fra ca. 1650 til 1880. Paladserne regnes blandt de fineste kulturminder i Vestafrika.
Byen var indhegnet af en lervold med en omkreds på ca. 9,5 km, med seks porte, og beskyttet af en 1,5 dyb grøft fyldt med tornede akasier, som er almindeligt brugt i befæstninger i Vestafrika. Indenfor murene fandtes flere landsbyer, jorder, flere paladser, en markedsplads og militærforlægninger. I dag findes kun to af paladserne, med i alt 18 bygninger: paladserne efter kongerne Ghezo (1818–1858) og Glele (1858–1889). Meget af kongerigets magt og rigdom kom fra slavehandel; man solgte sine krigsfanger til europæiske opkøbere som sejlede dem over Atlanterhavet.
I UNESCOs begrundelse for verdensarvstatus hedder det at
Fra 1625 til 1900 regerede tolv konger efter hinanden i det mægtige kongedømme Dahomey. Med en undtagelse, kong Akaba, opførte de alle deres palads indenfor det samme murindhegnede område, i stil med forgængernes byggeskik hvad angår areal og teknikker. Kongepaladserne i Abomey er et unikt mindesmærke om dette tabte kongerige.
Da Dahomeys sidste konge, Behanzin, i november 1892 blev besejret af franske koloni- og okkupationsstyrker, satte han ild på byen, og flygtede nordover i landet. De franske kolonimyndigheder genopbyggede byen , og anlagde en jernbane som forbandt den med kysten.
Siden 1993 har 56 af reliefferne som i sin tid dekorerede væggene i kong Glèlès palads blevet tilbageført til sin oprindelige status. Reliefferne fortæller, i et stiliseret formsprog, Fonfolkets historie.

## Eksterne kilder og henvisninger
- Wikimedia Commons har flere filer relateret til Kongelige paladser i Abomey
- UNESCO assessment of threats to the site, after tornado damage in 1984.
- Historical Museum of Abomey Arkiveret 12. juni 2012 hos  Wayback Machine

7°11′8″N 1°59′17″Ø / 7.18556°N 1.98806°Ø